# Ceratocystis fimbriata
Ceratocystis fimbriata là một loài Ascomycetes trong họ Ceratocystidaceae. Loài này được Ellis & Halst. miêu tả khoa học đầu tiên năm 1890.
Đây là loài gây hại của cây Ipomea batatas, phát triển phổ biến ở Brazil.